# Horst E. Brandt
Horst E. Brandt (* 17. Januar 1923 in Berlin; † 22. August 2009) war ein deutscher Film- und Fernsehregisseur, der in der DDR durch Filme zu politischen Themen bekannt wurde.

## Leben
Brandt absolvierte eine Ausbildung als Feinmechaniker und war ab 1947 Kameraassistent im DEFA-Studio für Spielfilme. Als Kameramann wirkte er 1954 am Spielfilm Ernst Thälmann – Führer seiner Klasse und 1961 an der Fernsehserie Gewissen in Aufruhr mit. 1966 debütierte er mit Irrlicht und Feuer als Regisseur. Brandt, der seit 1947 Mitglied der SED war, erhielt 1966, 1969 und 1971 den Nationalpreis der DDR.
Die Journalistin und Medienmanagerin Jana Brandt ist seine Tochter.

## Filmografie
Kamera:
- 1954: Stärker als die Nacht – Regie: Slatan Dudow
- 1955: Ernst Thälmann – Führer seiner Klasse – Regie: Kurt Maetzig
- 1956: Junges Gemüse – Regie: Günter Reisch
- 1957: Skimeister von morgen – Regie: Ralf Kirsten
- 1957: Bärenburger Schnurre – Regie: Ralf Kirsten
- 1959: SAS 181 antwortet nicht – Regie: Carl Ballhaus
- 1959: Im Sonderauftrag – Regie: Heinz Thiel
- 1959: Spuk in Villa Sonnenschein (TV) – Regie: Gerhard Klingenberg
- 1959: Reifender Sommer – Regie: Horst Reinecke
- 1960: Schritt für Schritt – Regie: János Veiczi
- 1961: Guten Tag, lieber Tag – Regie: Gerhard Klingenberg
- 1961: Gewissen in Aufruhr (TV) – Regie: Günter Reisch und Hans-Joachim Kasprzik
- 1962: Tanz am Sonnabend – Mord? – Regie: Heinz Thiel
- 1962: Ach, du fröhliche … – Regie: Günter Reisch
- 1963: Reserviert für den Tod – Regie: Heinz Thiel
- 1964: Schwarzer Samt – Regie: Heinz Thiel
- 1965: Solange Leben in mir ist – Regie: Günter Reisch
- 1969: Krupp und Krause / Krause und Krupp (fünfteiliger TV-Film)

Regie:
- 1966: Irrlicht und Feuer (Fernsehfilm, Zweiteiler)
- 1967: Brot und Rosen (Arbeiterbiographie)
- 1968: Heroin
- 1969: Krupp und Krause / Krause und Krupp (fünfteiliger TV-Film)
- 1971: KLK an PTX – Die Rote Kapelle
- 1973: Eva und Adam (vierteiliger TV-Film)
- 1975: Zwischen Nacht und Tag
- 1978: Brandstellen
- 1979: Des Drachens grauer Atem (TV)
- 1981: Die Kolonie
- 1982: Familienbande
- 1984: Der Lude
- 1986: Der Hut des Brigadiers
- 1989: Die Beteiligten

Darsteller
- 1979: Addio, piccola mia (Darsteller)

## Auszeichnungen
- 1960: Verdienstmedaille der Nationalen Volksarmee in Bronze für Schritt für Schritt[2]